# Грозный Авиа

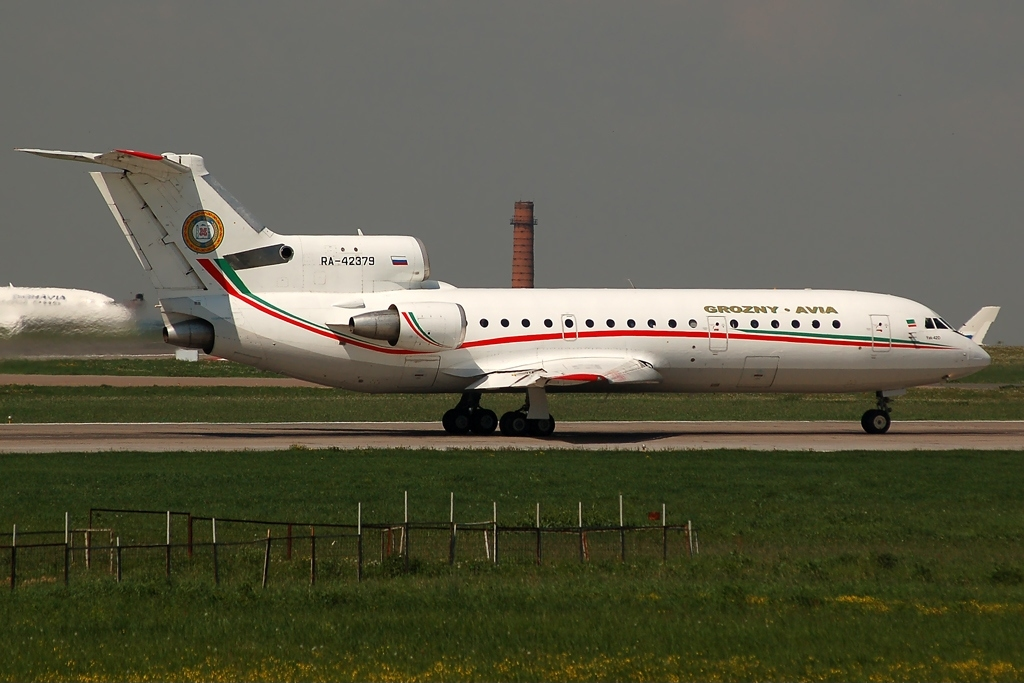

Грозный Авиа (юридическое название — ПАО «Авиакомпания Грозный Авиа») — закрытая в 2016 году российская авиакомпания с штаб-квартирой в Грозном.
Авиакомпания занималась воздушной перевозкой пассажиров, грузов и почты внутри России.

## История
Авиакомпания «Грозный Авиа» была организована в 2007 году по инициативе руководства Чеченской Республики.
Свой первый коммерческий полет совершила 15 июня 2008 года.
В апреле 2014 года «Грозный-Авиа» и аэропорт Симферополя подписали договор о базировании авиакомпании в аэропорту Крыма.
С 2016 года приостановлено действие сертификата эксплуатанта.

## Флот
Парк самолётов «Грозный Авиа» по состоянию на декабрь 2015 года состоял из 8 самолётов Як-42Д.
Все самолёты были оборудованы BRNAV, TCAS, EGPWS, RVSM и имели допуск на внутрироссийские и международные перевозки.
Средний возраст — 23,9 лет.
Эксплуатацию и поддержку парка ВС авиакомпании осуществляло предприятие «Вайнахавиа».
10 сентября 2011 года была приостановлена эксплуатация воздушного судна Як-42Д ООО «Авиакомпания Грозный Авиа» в международном аэропорту «Внуково» (Москва). Генеральному директору выдано инспекторское предписание.

## Авиакатастрофы и происшествия
- 23 ноября 2011 года — в аэропорту Грозного совершил вынужденную посадку один из лайнеров авиакомпании, летевший из столицы Чечни в Стамбул. У самолёта после взлёта отказал один из двигателей, но никто из 112 пассажиров, находившихся на борту, не пострадал[6].